# Idiotephria debilitata
Idiotephria debilitata là một loài bướm đêm trong họ Geometridae.